# مارك رافالومانانا
مارك رافالومانانا (بالملغاشية: Marc Ravalomanana) (ولد سنة 1949 – م)، هو سياسي من مدغشقر ولد في مدغشقر، تولى الرئاسة في مدغشقر مابين (2002م و 2009م).

## روابط خارجية
- مارك رافالومانانا على موقع الموسوعة البريطانية (الإنجليزية)
- مارك رافالومانانا على موقع مونزينجر (الألمانية)
- مارك رافالومانانا على موقع إن إن دي بي (الإنجليزية)